# Rally di Roma Capitale 2022
Rally di Roma Capitale 2022 (10. Rally di Roma Capitale 2022) – 10 edycja Rally di Roma Capitale, rajdu samochodowego, rozgrywanego we Włoszech od 23 do 24 lipca 2022 roku. Była to szósta runda Rajdowych Mistrzostw Europy w roku 2022.  Rajd został rozegrany na nawierzchni asfaltowej. Składał się z trzynastu  odcinków specjalnych.

## Lista startowa[1]
| Nr. | Kierowca                   | Pilot                  | Samochód               | Zespół                                |
| --- | -------------------------- | ---------------------- | ---------------------- | ------------------------------------- |
| 1   | Efrén Llarena              | Sara Fernández         | Škoda Fabia Rally2 evo | Team MRF Tyres                        |
| 2   | Nil Solans                 | Marc Martí             | Hyundai i20 N Rally2   | Nil Solans                            |
| 3   | Simone Tempestini          | Sergiu Itu             | Škoda Fabia Rally2 evo | Simone Tempestini                     |
| 4   | Alberto Battistolli        | Simone Scattolin       | Škoda Fabia Rally2 evo | Scuderia Palladio SSD                 |
| 5   | Javier Pardo Siota         | Adrián Pérez Fernández | Škoda Fabia Rally2 evo | Team MRF Tyres                        |
| 6   | Ken Torn                   | Ken Järveoja           | Ford Fiesta Rally2     | Plon RT                               |
| 7   | Mārtiņš Sesks              | Renars Francis         | Škoda Fabia Rally2 evo | Team MRF Tyres                        |
| 8   | Simone Campedelli          | Tania Canton           | Škoda Fabia Rally2 evo | Team MRF Tyres                        |
| 9   | Yoann Bonato               | Benjamin Boulloud      | Citroën C3 Rally2      | Yoann Bonato                          |
| 10  | Norbert Herczig            | Ramón Ferencz          | Škoda Fabia Rally2 evo | Team MRF Tyres                        |
| 11  | Grzegorz Grzyb             | Adam Binięda           | Škoda Fabia Rally2 evo | Topp-Cars Rally Team                  |
| 12  | Filip Mareš                | Radovan Bucha          | Škoda Fabia Rally2 evo | Entry Engineering - ATT Investments   |
| 14  | Andrea Crugnola            | Pietro Elia Ometto     | Citroën C3 Rally2      | F.P.F. Sport                          |
| 15  | Damiano De Tommaso         | Giorgia Ascalone       | Škoda Fabia Rally2 evo | Meteco Corse SRL                      |
| 16  | Fabio Andolfi              | Manuel Fenoli          | Škoda Fabia Rally2 evo | MS Munaretto s.r.l.                   |
| 18  | Giandomenico Basso         | Lorenzo Granai         | Hyundai i20 N Rally2   | Movisport SRL                         |
| 19  | Giacomo Scattolon          | Giovanni Bernacchini   | Škoda Fabia Rally2 evo | Movisport SRL                         |
| 20  | Tommaso Ciuffi             | Nicolò Gonella         | Škoda Fabia Rally2 evo | Gass Racing                           |
| 21  | Antonio Rusce              | Giulia Paganoni        | Hyundai i20 N Rally2   | Movisport SRL                         |
| 22  | Albert von Thurn und Taxis | Bernhard Ettel         | Škoda Fabia Rally2 evo | BRR Baumschlager Rallye & Racing Team |
| 23  | Łukasz Kotarba             | Tomasz Kotarba         | Citroën C3 Rally2      | BTH Import Stal Rally Team            |
| 24  | Rachele Somaschini         | Nicola Arena           | Citroën C3 Rally2      | Rachele Somaschini                    |
| 25  | José Luis García Molina    | José Murado González   | Škoda Fabia R5         | Escudería Mollerussa                  |
| 26  | Joan Vinyes                | Jordi Mercader         | Suzuki Swift R4LLY S   | Suzuki Motor Ibérica                  |
| 27  | Alberto Monarri            | Alberto Chamorro       | Suzuki Swift R4LLY S   | Suzuki Motor Ibérica                  |
| 31  | Robert Virves              | Hugo Magalhães         | Ford Fiesta Rally3     | M-Sport Poland                        |
| 32  | Igor Widłak                | Daniel Dymurski        | Ford Fiesta Rally3     | KG-RT                                 |
| 33  | Nassib Nassar              | Rony Maroun            | Ford Fiesta Rally3     | Nassib Nassar                         |
| 34  | Óscar Palomo Ortíz         | Xavi Moreno            | Peugeot 208 Rally4     | Rallye Team Spain                     |
| 35  | Andrea Mabellini           | Virginia Lenzi         | Renault Clio Rally4    | Toksport WRT                          |
| 36  | Laurent Pellier            | Marine Pelamourgues    | Opel Corsa Rally4      | ADAC Opel Rallye Junior Team          |
| 37  | Toni Herranen              | Mikko Lukka            | Ford Fiesta Rally4     | Toni Herranen                         |
| 38  | Victor Hansen              | Victor Johansson       | Ford Fiesta Rally4     | Victor Hansen                         |
| 39  | Roberto Daprà              | Luca Guglielmetti      | Ford Fiesta Rally4     | Roberto Daprà                         |
| 40  | Martin László              | Dávid Berendi          | Renault Clio Rally4    | M-Sport Racing Kft.                   |
| 41  | Mattia Vita                | Massimiliano Bosi      | Ford Fiesta Rally4     | Gass Racing                           |
| 42  | Alex Español               | Rogelio Peñate         | Peugeot 208 Rally4     | ACA eSport                            |
| 43  | Daniel Polášek             | Kateřina Janovská      | Ford Fiesta Rally4     | Yacco ACCR Team                       |
| 44  | Justas Simaška             | Giedrius Nomeika       | Peugeot 208 Rally4     | Mažeikių Auto Sporto Klubas           |
| 45  | Norman Kreuter             | Tamara Lutz            | Peugeot 208 Rally4     | Norman Kreuter                        |
| 46  | Paulo Soria                | Marcelo Der Ohannesian | Renault Clio Rally5    | Paulo Soria                           |
| 47  | Giorgio Cogni              | Gabriele Zanni         | Renault Clio Rally5    | Giorgio Cogni                         |
| 48  | Sergio Fuentes Matías      | Alain Peña Salvador    | Renault Clio Rally5    | Sergio Fuentes Matías                 |
| 49  | Andrea Mazzocchi           | Silvia Gallotti        | Renault Clio Rally5    | Andrea Mazzocchi                      |
| 50  | Ghjuvanni Rossi            | Dominique Corvi        | Renault Clio Rally5    | Ghjuvanni Rossi                       |
| 51  | Emre Hasbay                | Onur Vatansever        | Renault Clio Rally5    | Emre Hasbay                           |
| 52  | Patrik Herczig             | Kristóf Varga          | Renault Clio Rally5    | Herczig ASE                           |
| 53  | Michael Rendina            | Mario Pizzuti          | Renault Clio Rally5    | Motorsport Italia                     |
| 54  | Alexandru Filip            | Gabriel Lazăr          | Renault Clio Rally5    | Alexandru Filip                       |

## Zwycięzcy odcinków specjalnych[2]
| Dzień  | Numer odcinka | Nazwa odcinka                  | Długość  | Zwycięzca odcinka  | Samochód               | Czas    | Lider rajdu        |
| ------ | ------------- | ------------------------------ | -------- | ------------------ | ---------------------- | ------- | ------------------ |
| 22 VII | OS1           | Colosseo ACI Roma              | 1,70 km  | Giandomenico Basso | Hyundai i20 N Rally2   | 1:42.5  | Damiano De Tommaso |
| 23 VII | OS2           | Roccasecca - Colle San Magno   | 5,45 km  | Giandomenico Basso | Hyundai i20 N Rally2   | 3:16.4  | Damiano De Tommaso |
| 23 VII | OS3           | Santopadre - Fontana Liri 1    | 29,08 km | Damiano De Tommaso | Škoda Fabia Rally2 evo | 17:40.5 | Damiano De Tommaso |
| 23 VII | OS4           | Guarcino - Altipiani           | 11,75 km | Giandomenico Basso | Hyundai i20 N Rally2   | 6:38.1  | Damiano De Tommaso |
| 23 VII | OS5           | Roccasecca - Colle San Magno 2 | 5,45 km  | Damiano De Tommaso | Škoda Fabia Rally2 evo | 3:16.2  | Damiano De Tommaso |
| 23 VII | OS6           | Santopadre - Fontana Liri 2    | 29,08 km | Andrea Crugnola    | Citroën C3 Rally2      | 17:34.2 | Andrea Crugnola    |
| 23 VII | OS7           | Guarcino - Altipiani 2         | 11,75 km | Andrea Crugnola    | Citroën C3 Rally2      | 6:32.5  | Andrea Crugnola    |
| 24 VII | OS8           | Fiuggi 1                       | 6,72 km  | Andrea Crugnola    | Citroën C3 Rally2      | 3:42.3  | Andrea Crugnola    |
| 24 VII | OS9           | Rocca di Cave - Subiaco 1      | 32,30 km | Damiano De Tommaso | Škoda Fabia Rally2 evo | 19:43.9 | Damiano De Tommaso |
| 24 VII | OS10          | Affile - Bellegra 1            | 7,34 km  | Filip Mareš        | Škoda Fabia Rally2 evo | 4:17.8  | Damiano De Tommaso |
| 24 VII | OS11          | Cave - Subiaco 2               | 32,30 km | Andrea Crugnola    | Citroën C3 Rally2      | 19:35.8 | Damiano De Tommaso |
| 24 VII | OS12          | Affile - Bellegra 2            | 7,34 km  | Filip Mareš        | Škoda Fabia Rally2 evo | 4:17.4  | Damiano De Tommaso |
| 24 VII | OS13          | Fiuggi 2                       | 6,72 km  | Filip Mareš        | Škoda Fabia Rally2 evo | 3:40.3  | Damiano De Tommaso |

### Power Stage – OS 13[3]
| Poz. | Kierowca           | Pilot                  | Samochód               | Zespół                              | Czas/Strata | Pkt. |
| ---- | ------------------ | ---------------------- | ---------------------- | ----------------------------------- | ----------- | ---- |
| 1    | Filip Mareš        | Radovan Bucha          | Škoda Fabia Rally2 evo | Entry Engineering - ATT Investments | 3:40.3      | 5    |
| 2    | Yoann Bonato       | Benjamin Boulloud      | Citroën C3 Rally2      | Yoann Bonato                        | +0.8        | 4    |
| 3    | Andrea Crugnola    | Pietro Elia Ometto     | Citroën C3 Rally2      | F.P.F. Sport                        | +0.8        | 3    |
| 4    | Efrén Llarena      | Sara Fernández         | Škoda Fabia Rally2 evo | Team MRF Tyres                      | +1.1        | 2    |
| 5    | Javier Pardo Siota | Adrián Pérez Fernández | Škoda Fabia Rally2 evo | Team MRF Tyres                      | +1.3        | 1    |

## Wyniki końcowe
W klasyfikacji generalnej dodatkowe punkty przyznawane są za odcinek Power Stage
| Lp.                          | Kierowca                     | Pilot                        | Samochód                     | Zespół                                | Czas                         | Punkt ERC                    |
| Klasyfikacja generalna i ERC | Klasyfikacja generalna i ERC | Klasyfikacja generalna i ERC | Klasyfikacja generalna i ERC | Klasyfikacja generalna i ERC          | Klasyfikacja generalna i ERC | Klasyfikacja generalna i ERC |
| ---------------------------- | ---------------------------- | ---------------------------- | ---------------------------- | ------------------------------------- | ---------------------------- | ---------------------------- |
| 1                            | Damiano De Tommaso           | Giorgia Ascalone             | Škoda Fabia Rally2 evo       | Meteco Corse SRL                      | 1:52:37.6                    | 30                           |
| 2                            | Simone Campedelli            | Tania Canton                 | Škoda Fabia Rally2 evo       | Team MRF Tyres                        | +10.4                        | 24                           |
| 3                            | Yoann Bonato                 | Benjamin Boulloud            | Citroën C3 Rally2            | Yoann Bonato                          | +27.7                        | 21+4                         |
| 4                            | Efrén Llarena                | Sara Fernández               | Škoda Fabia Rally2 evo       | Team MRF Tyres                        | +27.9                        | 19+2                         |
| 5                            | Andrea Crugnola              | Pietro Elia Ometto           | Citroën C3 Rally2            | F.P.F. Sport                          | +1:06.8                      | 17+3                         |
| 6                            | Simone Tempestini            | Sergiu Itu                   | Škoda Fabia Rally2 evo       | Simone Tempestini                     | +1:11.8                      | 15                           |
| 7                            | Javier Pardo Siota           | Adrián Pérez Fernández       | Škoda Fabia Rally2 evo       | Team MRF Tyres                        | +1:14.3                      | 13+1                         |
| 8                            | Grzegorz Grzyb               | Adam Binięda                 | Škoda Fabia Rally2 evo       | Topp-Cars Rally Team                  | +1:35.8                      | 11                           |
| 9                            | Miklós Csomós                | Attila Nagy                  | Škoda Fabia R5               | GR Motorsport Kft.                    | +1:51.4                      | *                            |
| 10                           | Tommaso Ciuffi               | Nicolò Gonella               | Škoda Fabia Rally2 evo       | Gass Racing                           | +2:23.1                      | 9                            |
| 11                           | Norbert Herczig              | Ramón Ferencz                | Škoda Fabia Rally2 evo       | Team MRF Tyres                        | +2:27.5                      | 7                            |
| 12                           | Ken Torn                     | Ken Järveoja                 | Ford Fiesta Rally2           | Plon RT                               | +2:53.8                      | 5                            |
| 13                           | Raphaël Astier               | Frédéric Vauclare            | Alpine A110 Rally RGT        | Raphaël Astier                        | +3:40.9                      | *                            |
| 14                           | Albert von Thurn und Taxis   | Bernhard Ettel               | Škoda Fabia Rally2 evo       | BRR Baumschlager Rallye & Racing Team | +4:14.3                      | 4                            |
| 15                           | Antonio Rusce                | Giulia Paganoni              | Hyundai i20 N Rally2         | Movisport SRL                         | +5:24.6                      | 3                            |
| 16                           | Łukasz Kotarba               | Tomasz Kotarba               | Citroën C3 Rally2            | BTH Import Stal Rally Team            | +6:57.5                      | 2                            |
| 17                           | Liberato Sulpizio            | Alessio Angeli               | Škoda Fabia Rally2 evo       | Liberato Sulpizio                     | +7:05.4                      | *                            |
| 18                           | Robert Virves                | Hugo Magalhães               | Ford Fiesta Rally3           | M-Sport Poland                        | +7:24.5                      | 1                            |
|                              |                              |                              |                              |                                       |                              |                              |
| 29                           | Filip Mareš                  | Radovan Bucha                | Škoda Fabia Rally2 evo       | Entry Engineering - ATT Investments   | +10:46.8                     | 0+5                          |

1. 1 2 3  Nieliczony w klasyfikacji ERC

## Klasyfikacja ERC po 6 rundach
Kierowcy
Punkty w klasyfikacji generalnej ERC otrzymuje 15 pierwszych zawodników, którzy uczestniczą w programie ERC i w ukończą wyścig, punktowanie odbywa się według klucza:
| Miejsce | 1  | 2  | 3  | 4  | 5  | 6  | 7  | 8  | 9 | 10 | 11 | 12 | 13 | 14 | 15 |
| Punkty  | 30 | 24 | 21 | 19 | 17 | 15 | 13 | 11 | 9 | 7  | 5  | 4  | 3  | 2  | 1  |

Dodatkowo punktowany jest ostatni odcinek rajdu, tzw. Power Stage, według klucza 5-4-3-2-1. W tabeli podano, które miejsce zajął zawodnik w rajdzie, a w indeksie górnym które miejsce zajął na Power Stage. 
| Poz | Kierowca                   | POR | AZO | ESP | POL | LAT | ITA | CZE | ESP | Punkty | Naj 7 |
| --- | -------------------------- | --- | --- | --- | --- | --- | --- | --- | --- | ------ | ----- |
| 1   | Efrén Llarena              | 10  | 1   | 2   | 4   | 23  | 4   |     |     | 137    | 137   |
| 2   | Simone Tempestini          | NU  | 42  | 8   | 52  | 9   | 6   |     |     | 79     | 79    |
| 3   | Nil Solans                 | 14  |     | 13  | NU  | 11  | NW  |     |     | 70     | 70    |
| 4   | Javier Pardo               | 4   | 13  | 7   | 9   | 8   | 75  |     |     | 69     | 69    |
| 5   | Alberto Battistolli        | 53  | 9   | X   | 8   | 72  | NU  |     |     | 57     | 57    |
| 6   | Simone Campedelli          | NU  | 75  | 5   | 35  |     | 2   |     |     | 56     | 56    |
| 7   | Ken Torn                   | 271 | NU  |     | 3   | 4   | 11  |     |     | 55     | 55    |
| 8   | Yoann Bonato               |     |     | 34  |     | 10  | 3   |     |     | 54     | 54    |
| 9   | Armindo Araújo             | 2   | 5   |     |     |     |     |     |     | 45     | 45    |
| 10  | Mārtiņš Sesks              | NC  | 10  |     | 17  | 1   | 31  |     |     | 42     | 42    |
| 11  | Norbert Herczig            | NU  | 8   | 9   | 10  |     | 10  |     |     | 34     | 34    |
| 12  | Mikołaj Marczyk            |     |     |     | 1   |     |     |     |     | 30     | 30    |
| 13  | Damiano De Tommaso         |     |     |     |     |     | 1   |     |     | 30     | 30    |
| 14  | Tom Kristensson            |     |     |     | 24  | 12  |     |     |     | 30     | 30    |
| 15  | Simon Wagner               |     | 34  | 371 |     | 14  |     |     |     | 30     | 30    |
| 16  | Bruno Magalhães            | 6   | 6   |     |     |     |     |     |     | 30     | 30    |
| 17  | Ricardo Moura              |     | 23  |     |     |     |     |     |     | 27     | 27    |
| 18  | Grzegorz Grzyb             |     |     | NU  | 6   |     | 8   |     |     | 26     | 26    |
| 19  | Gregor Jeets               |     |     |     | 115 | 5   |     |     |     | 24     | 24    |
| 20  | Georg Linnamäe             | 35  |     |     |     |     |     |     |     | 22     | 22    |
| 21  | Mikko Heikkilä             |     |     |     |     | 3   |     |     |     | 21     | 21    |
| 22  | Andrea Crugnola            |     |     |     |     |     | 52  |     |     | 21     | 21    |
| 23  | Enrique Cruz               |     |     | 4   |     |     |     |     |     | 19     | 19    |
| 24  | Filip Mareš                |     |     |     | 7   |     | 231 |     |     | 18     | 18    |
| 25  | José Pedro Fontes          | 7   | 12  |     |     |     |     |     |     | 17     | 17    |
| 26  | Josep Bassas               | NU  |     | 6   |     | 29  |     |     |     | 15     | 15    |
| 27  | Hayden Paddon              |     |     |     |     | 6   |     |     |     | 15     | 15    |
| 28  | Ricardo Teodósio           | 8   | NU  |     |     |     |     |     |     | 11     | 11    |
| 29  | Pedro Almeida              | 9   | 19  |     |     |     |     |     |     | 9      | 9     |
| 30  | Tommaso Ciuffi             |     |     |     |     |     | 9   |     |     | 9      | 9     |
| 31  | Łukasz Kotarba             | NU  | 26  | 11  | 15  | NU  | 14  |     |     | 8      | 8     |
| 32  | Miguel Suárez              |     |     | 10  |     |     |     |     |     | 7      | 7     |
| 33  | Joan Vinyes                | 13  | 16  | 12  | 21  |     | 20  |     |     | 7      | 7     |
| 34  | Luis Vilariño              | 11  | 18  |     |     |     |     |     |     | 5      | 5     |
| 35  | Miguel Correia             | NU  | 11  |     |     |     |     |     |     | 5      | 5     |
| 36  | Vaidotas Žala              |     |     |     | 341 | NU  |     |     |     | 5      | 5     |
| 37  | Paulo Nobre                | 12  | NU  |     |     |     |     |     |     | 4      | 4     |
| 38  | Adrian Chwietczuk          |     |     |     | 12  |     |     |     |     | 4      | 4     |
| 39  | Albert von Thurn und Taxis |     |     |     |     |     | 12  |     |     | 4      | 4     |
| 40  | Robert Virves              |     |     |     | 13  |     | 15  |     |     | 4      | 4     |
| 41  | Priit Koik                 |     |     |     | 16  | 13  |     |     |     | 3      | 3     |
| 42  | José Luis García           | NU  |     | 13  |     |     | NU  |     |     | 3      | 3     |
| 43  | Antonio Rusce              |     |     |     |     |     | 13  |     |     | 3      | 3     |
| 44  | Kaspar Kasari              | 14  |     |     | 19  | 17  |     |     |     | 2      | 2     |
| 45  | Rachele Somaschini         | NU  | 20  | 14  |     |     | 17  |     |     | 2      | 2     |
| 46  | Luís Rego                  |     | 14  |     |     |     |     |     |     | 2      | 2     |
| 47  | Maciej Lubiak              |     |     |     | 14  |     |     |     |     | 2      | 2     |
| 48  | Óscar Palomo               | 19  |     | 18  | 24  | 15  | 22  |     |     | 1      | 1     |
| 49  | Laurent Pellier            |     |     | 15  | 20  | 36  | 16  |     |     | 1      | 1     |
| 50  | Alberto Monarri            | 15  | 28  | 39  | 33  |     | 18  |     |     | 1      | 1     |
| 51  | Pedro Câmara               |     | 15  |     |     |     |     |     |     | 1      | 1     |

| Kolor     | Opis                   |
| --------- | ---------------------- |
| Złoty     | Zwycięzca              |
| Srebrny   | 2. miejsce             |
| Brązowy   | 3. miejsce             |
| Zielony   | Punktowane miejsce     |
| Niebieski | Ukończył nie punktował |
| Fioletowy | Nie ukończył NU        |
| Czarny    | Wykluczony X           |
| Biały     | Nie wystartował NW     |
| Puste     | Nie brał udziału       |